# Fish River Sun Country Club
De Fish River Sun Country Club is een countryclub in Port Alfred, Zuid-Afrika, dat opgericht werd in 1989. De countryclub heeft een golfbaan, dat ontworpen werd door de golfbaanarchitect Gary Player en het is een 18 holesbaan met een par van 72.

## Golftoernooien
- Radio Algoa Challenge: 1995
- Afrika Open: 2008